# Nikon D850
De Nikon D850 is een professionele full-frame digitale spiegelreflexcamera geproduceerd door Nikon Corporation uit Japan. De camera beschikt over een back-illuminated sensor van 45,4 megapixel. De camera maakt foto's in JPEG- en RAW-formaat. Op de D850 past op een heel gamma aan Nikkor-objectieven, waaronder de AI-S, D en de huidige G-reeks.
De camera werd op 25 juli 2017 door Nikon voorgesteld ter gelegenheid van de 100ste verjaardag van Nikon en is de opvolger van de Nikon D810.

## Onthaal
De D850 is de eerste camera met een score meer dan 100 in de DxOMark test.
Engelstalige magazines zoals The Verge en Fstoppers vergeleken de camera met de Canon 5D Mark IV in het voordeel van de D850. Dit omdat een camera voor natuurfotografie moet beschikken over een snelle autofocus, snelheid en goede iso-waarden.
Hiernaast heeft de Nikon D850 ook de prijs voor Beste Professionele DSLR Camera gekregen op de World TIPA Awards 2018.

## Specificaties
- Nikon FX formaat 45.7 megapixel back-illuminated sensor (BSI) CMOS image sensor
- 4K UHD video in 30p, 25p, en 24p (zonder beeldsnede) in MOV of MP4. Nieuwe focus peaking hulp.[5]
- Slow motion video met tot 120 beelden per seconde (fps) in 1080p
- Digitale beeldstabilisatie in 1080p DX formaat video. Dit is bewezen een sterk effect te hebben in praktijk.[6]
- Nieuwe viewfinder met 100% beeldbereik en 0,75× vergroting
- Nikon EXPEED5 beeldprocessor
- Actieve D-Belichting voor de eerste keer in video
- 180K pixel RGB meetsysteem.
- Multi-CAM 20K autofocus module met TTL fase detectie en bijstelling, en 153 focus punten (inclusief 99 cross-type sensoren. Autofocus sensor in de vorm van een joystick
- Ingebouwde focus stacking modus met de mogelijkheid om tot 300 beelden te nemen[7]
- Live view modus met pinpoint focus[5]
- Stille Fotografie Modus in live view met tot 6 bps
- 8K resolutie of 4k Ultra HD stille timelapse video
- Ingebouwde sensorreiniging optie
- 7 bps continu foto's nemen tot 51 raw beelden (14-bit ongecomprimeerd raw). Kan tot 9 beelden per seconde nemen met de MB-D18 batterijgrip en de EN-EL18b batterij.
- 3.2 inch 2.359-million pixel kantelbaar touchscreen
- ISO 64-25600, selecteerbaar in 0,3-, 0,5-, 0,7-, 1- en 2-staps verhogingen.
- Selecteerbare in-camera ISO ruisreductie
- Geen ingebouwde flits, maar draadloze besturing via radiosignalen laten besturen van externe flitsen toe zoals gekend in de Nikon D5 en Nikon D500
- Filmnegatievenscanner met optionele ES-2 Film Digitizing Adapter
- Bestandsformaten zijn onder andere JPEG, TIFF, NEF (Nikon's RAW beeldformaat, gecomprimeerd en ongecomprimeerd), en JPEG+NEF (JPEG grootte met selecteerbare kwaliteit)
- Duo geheugenkaart slot - XQD slot en SD / SDHC/ SDXC. SD slot is UHS-II compatibel
- Wi-fi en Bluetooth
- Knoppenverlichting
- Magnesium behuizing, weerbestendig